# Phoma rubella
Phoma rubella är en lavart som beskrevs av Cooke 1885. Phoma rubella ingår i släktet Phoma, ordningen Pleosporales, klassen Dothideomycetes, divisionen sporsäcksvampar och riket svampar.   Inga underarter finns listade i Catalogue of Life.